# 第79回都市対抗野球大会予選
第79回都市対抗野球大会予選は、第79回都市対抗野球大会に出場するまでの全526試合の結果をまとめたものである。なお、本大会への出場を決める代表決定戦以外におけるコールド、延長のイニングは記載しない。

## 北海道地区

### 1次予選
- 1回戦

函館太洋倶楽部　8－5　小樽野球協会
札幌ホーネッツ　7－1　ブレーブくしろ
TOYAKO KOSEIKAI BASEBALL CLUB　5－2　WEEDしらおい
森倶楽部　8－3　帯広倶楽部
オール苫小牧　12－2　札幌ブルーインズ
- 2回戦

ウイン北広島　5‐0　函館太洋倶楽部
札幌ホーネッツ　8－2　トランシス・マーリンズ
旭川グレートベアーズ　2－1　TOYAKO KOSEIKAI BASEBALL CLUB
オール苫小牧　10－1　森倶楽部
- 3回戦

JR北海道　10－0　ウイン北広島
札幌ホーネッツ　11－0　札幌倶楽部
室蘭シャークス　6‐0　旭川グレートベアーズ
航空自衛隊千歳　7－6　オール苫小牧
- 敗者復活1回戦

ウイン北広島　9‐0　札幌倶楽部
旭川グレートベアーズ　4－3　オール苫小牧
- 敗者復活2回戦

ウイン北広島　7‐5　旭川グレートベアーズ
- 代表決定戦

JR北海道　11－0　札幌ホーネッツ
室蘭シャークス　6‐3　航空自衛隊千歳
- 第3代表決定戦

航空自衛隊千歳　2‐1　札幌ホーネッツ
- 第4代表決定戦

札幌ホーネッツ　5‐3　ウイン北広島
JR北海道、室蘭シャークス、航空自衛隊千歳、札幌ホーネッツが2次予選進出

### 2次予選
- 1回戦

航空自衛隊千歳　6－4　札幌ホーネッツ
JR北海道　9－1　室蘭シャークス
- 敗者復活1回戦

室蘭シャークス　8‐1　札幌ホーネッツ
- 準決勝

JR北海道　10－0　航空自衛隊千歳
- 敗者復活2回戦

航空自衛隊千歳　9‐3　室蘭シャークス
- 代表決定戦

JR北海道　9－4　航空自衛隊千歳
JR北海道が本戦出場

## 東北地区

### 青森県1次予選
- 1回戦

金木BLIZZARD　5‐4　オール青森クラブ
ブルーズヨシフォレスト　3－2　三菱製紙八戸クラブ
- 準決勝

全弘前倶楽部　7‐4　金木BLIZZARD
自衛隊青森　7－4　ブルーズヨシフォレスト
- 代表決定戦

自衛隊青森　20－2　全弘前倶楽部
自衛隊青森が東北2次予選出場

### 岩手県1次予選
- 1回戦

高田クラブ　7‐0　大槌倶楽部
黒陵クラブ　14－1　釜石倶楽部
北上REDS　7－5　一関ベースボールクラブ
遠野クラブ　9－3　前沢野球倶楽部
JR盛岡　4－1　一戸桜陵クラブ
福高クラブ　7－5　盛友クラブ
- 2回戦

赤崎野球クラブ　2‐0　高田クラブ
黒陵クラブ　10－0　盛岡市立クラブ
北上REDS　10－2　住田硬式野球クラブ
水沢駒形野球倶楽部　10－0　久慈クラブ
盛岡倶楽部　5－3　オール江刺
遠野クラブ　4－1　矢巾硬式クラブ
オール不来方　5－4　JR盛岡
フェズント岩手　11－1　福高クラブ
- 準々決勝

黒陵クラブ　2－1　赤崎野球クラブ
水沢駒形野球倶楽部　10－0　北上REDS
遠野クラブ　5－2　盛岡倶楽部
フェズント岩手　14－0　オール不来方
- 準決勝

水沢駒形野球倶楽部　9－2　黒陵クラブ
フェズント岩手　11－4　遠野クラブ
- 敗者復活1回戦

黒陵クラブ　5－4　遠野クラブ
- 第1代表決定戦

フェズント岩手　9－6　水沢駒形野球倶楽部
- 第2代表決定戦

水沢駒形野球倶楽部　10－0　黒陵クラブ
フェズント岩手、水沢駒形野球倶楽部が東北2次予選進出

### 秋田県1次予選
- 1回戦

ノースアジア大校友クラブ　14－11　能代松陵クラブ
JR秋田　7－1　秋田王冠クラブ
- 2回戦

TDK　8－0　ノースアジア大校友クラブ
大曲ベースボールクラブ　8－7　互大設備ダイヤモンドクラブ
秋田ベースボールクラブ　8－7　由利本荘ベースボールクラブ
ユーランドクラブ　7－4　JR秋田
- 準決勝（代表決定戦）

TDK　13－2　大曲ベースボールクラブ
ユーランドクラブ　7－2　秋田ベースボールクラブ
- 決勝

TDK　15－1　ユーランドクラブ
TDK、ユーランドクラブが東北2次予選進出

### 宮城県1次予選
- 1回戦

TFUクラブ　5－4　青葉クラブ
白山クラブ　9－2　仙商クラブ
登米クラブ　15－0　サニークラブ
石巻日和倶楽部　3－2　北杜学園クラブ
- 2回戦（代表決定戦）

NTTグループ東北マークス　10－0　TFUクラブ
七十七銀行　12－2　白山クラブ
日本製紙石巻　10－3　登米クラブ
JR東日本東北　29－0　石巻日和倶楽部
- 準決勝

七十七銀行　6－1　NTTグループ東北マークス
JR東日本東北　11－0　日本製紙石巻
- 3位決定戦

NTTグループ東北マークス　8－6　日本製紙石巻
- 決勝

JR東日本東北　7－0　七十七銀行
JR東日本東北、七十七銀行、NTTグループ東北マークス、日本製紙石巻が東北2次予選進出

### 山形県1次予選
- 1回戦

鶴岡野球クラブ　6－1　新庄球友クラブ
きらやかベースボールクラブ　7－0　天童エンジェルス
- 代表決定戦

きらやかベースボールクラブ　8－0　鶴岡野球クラブ
きらやかベースボールクラブが東北2次予選進出

### 福島県1次予選
- 1回戦

北斗野球クラブ　14－2　オール双葉野球クラブ
田島クラブ　6－3　飯野クラブ
郡山ベースボールクラブ　6－5　福島クラブ
岩瀬書店クラブ　9－8　表郷硬友クラブ
福島硬友クラブ　5－0　あぶくまベースボールクラブ
全白河野球クラブ　8－4　保原クラブ
- 2回戦

須賀川クラブ　9－4　北斗野球クラブ
二本松クラブ　12－2　田島クラブ
自衛隊福島　10－0　ALL北嶺
いわき菊田クラブ　13－6　郡山ベースボールクラブ
会津ベースボールクラブ　10－0　岩瀬書店クラブ
福島硬友クラブ　14－2　オール喜多方クラブ
小峰クラブ　13－10　川俣クラブ
オールいわきクラブ　8－5　全白河野球クラブ
- 準々決勝

須賀川クラブ　10－2　二本松クラブ
いわき菊田クラブ　12－1　自衛隊福島
会津ベースボールクラブ　8－1　福島硬友クラブ
オールいわきクラブ　10－3　小峰クラブ
- 準決勝（代表決定戦）

須賀川クラブ　2－0　いわき菊田クラブ
オールいわきクラブ　4－2　会津ベースボールクラブ
- 決勝

須賀川クラブ　6－4　オールいわきクラブ
須賀川クラブ、オールいわきクラブが東北2次予選出場

### 東北2次予選
- 予選Aブロック

第1戦　水沢駒形野球倶楽部　14－0　須賀川クラブ
第2戦　NTTグループ東北マークス　14－1　須賀川クラブ
第3戦　NTTグループ東北マークス　13－0　水沢駒形野球倶楽部
（1位：NTTグループ東北マークス（2勝）、2位：水沢駒形野球倶楽部（1勝1敗）、3位：須賀川クラブ（2敗））
- 予選Bブロック

第1戦　TDK　2－0　きらやかベースボールクラブ
第2戦　七十七銀行　5－2　きらやかベースボールクラブ
第3戦　七十七銀行　9－5　TDK
（1位：七十七銀行（2勝）、2位：TDK（1勝1敗）、3位：きらやかベースボールクラブ（2敗））
- 予選Cブロック

第1戦　フェズント岩手　3‐3　ユーランドクラブ
第2戦　日本製紙石巻　9－3　ユーランドクラブ
第3戦　日本製紙石巻　8－4　フェズント岩手
（1位：日本製紙石巻（2勝）、2位：フェズント岩手（1分1敗）、3位：ユーランドクラブ（1分1敗）＝2・3位は失点数による）
- 予選Dブロック

第1戦　オールいわきクラブ　4－4　自衛隊青森
第2戦　JR東日本東北　14－0　自衛隊青森
第3戦　JR東日本東北　11－1　オールいわきクラブ
（1位：JR東日本東北（2勝）、2位：オールいわきクラブ（1分1敗）、3位：自衛隊青森（1分1敗）＝2・3位は失点数による）
- 第1代表トーナメント1回戦

七十七銀行　6‐0　NTTグループ東北マークス
JR東日本東北　10－3　日本製紙石巻
- 第2代表トーナメント1回戦

TDK　6－1　水沢駒形野球倶楽部
フェズント岩手　3－1　オールいわきクラブ
- 第2代表トーナメント2回戦

TDK　10－1　日本製紙石巻
NTTグループ東北マークス　5－3　フェズント岩手
- 第2代表トーナメント3回戦

TDK　10－0　NTTグループ東北マークス
- 第1代表決定戦

七十七銀行　2－1　JR東日本東北
- 第2代表決定戦

TDK　4－4　JR東日本東北　（延長16回引き分け）
- 第2代表決定戦再試合

TDK　1－0　JR東日本東北
七十七銀行、TDKが本戦出場

## 北信越地区

### 長野県1次予選
- 1回戦

佐久コスモスターズ硬式野球クラブ　12－5　長野好球倶楽部
- 2回戦（代表決定戦）

TDK千曲川　3－2　フェデックス
NTT信越硬式野球クラブ　7－0　佐久コスモスターズ硬式野球クラブ
- 第3代表決定戦

フェデックス　5－3　佐久コスモスターズ硬式野球クラブ
- 決勝

TDK千曲川　7－6　NTT信越硬式野球クラブ
TDK千曲川、NTT信越硬式野球クラブ、フェデックスが北信越2次予選に進出

### 新潟県1次予選
- 1回戦

ファイティングスピリット　7－1　国際情報大学ブルーナビッツ
野田サンダーズ　1－0　にいがたKD
- 2回戦

佐渡軍団　8－5　ファイティングスピリット
オール長岡　4－3　オール飯豊
日本ウェルネススポーツ専門学校新潟校　9－0　野田サンダーズ
新潟コンマーシャル倶楽部　9－2　JR新潟
- 3回戦

佐渡軍団　7－0　オール長岡
新潟コンマーシャル倶楽部　7－4　日本ウェルネススポーツ専門学校新潟校
- 代表決定リーグ

第1戦　新潟コンマーシャル倶楽部　2－1　佐渡軍団
第2戦　バイタルネット　7－0　佐渡軍団
第3戦　バイタルネット　6－2　新潟コンマーシャル倶楽部
バイタルネット、新潟コンマーシャル倶楽部が北信越2次予選出場

### 富山県・石川県・福井県1次予選
- 1回戦

伏木海陸運送　6－1　Hard Ball Club金沢
福井ミリオンドリームズ　6－1　富山ベースボールクラブ
- 代表決定戦

伏木海陸運送　7－0　福井ミリオンドリームズ
伏木海陸運送が北信越2次予選に進出

### 北信越2次予選
- 予選リーグ第1ブロック

第1戦　バイタルネット　3－2　フェデックス
第2戦　バイタルネット　6－0　新潟コンマーシャル倶楽部
第3戦　フェデックス　4－1　新潟コンマーシャル倶楽部
（1位：バイタルネット（2勝）、2位：フェデックス（1勝1敗）、3位：新潟コンマーシャル倶楽部（2敗））
- 予選リーグ第2ブロック

第1戦　TDK千曲川　9－6　伏木海陸運送
第2戦　NTT信越硬式野球クラブ　8－0　伏木海陸運送
第3戦　TDK千曲川　6－2　NTT信越硬式野球クラブ
（1位：TDK千曲川（2勝）、2位：NTT信越硬式野球クラブ（1勝1敗）、3位：伏木海陸運送（2敗））
- 決勝トーナメント準決勝

バイタルネット　3－0　NTT信越硬式野球クラブ
TDK千曲川　3－1　フェデックス
- 代表決定戦

TDK千曲川　4－0　バイタルネット
TDK千曲川が本戦出場

## 北関東地区

### 茨城県1次予選
- 1回戦

大宮クラブ　4－1　全FIFTY小川
全東海野球団　11－4　全水戸野球クラブ
オール日立ドリームズ　16－4　全神栖硬式野球クラブ
鹿島レインボーズ　3－2　大子ベアーズ
- 2回戦

茨城トヨペット　4－2　大宮クラブ
全東海野球団　5－2　全鹿嶋野球倶楽部
茨城ゴールデンゴールズ　11－2　オール日立ドリームズ
JR水戸　4－3　鹿島レインボーズ
- 3回戦

茨城トヨペット　5－3　全東海野球団
茨城ゴールデンゴールズ　8－1　JR水戸
- 準決勝（代表決定戦）

日立製作所　23－0　茨城トヨペット
住友金属鹿島　10－4　茨城ゴールデンゴールズ
- 第3代表決定戦

茨城ゴールデンゴールズ　3－1　茨城トヨペット
- 決勝

日立製作所　8－6　住友金属鹿島
日立製作所、住友金属鹿島、茨城ゴールデンゴールズが北関東2次予選に進出

### 栃木県1次予選
- 1回戦

ガッツ全栃木野球クラブ　5－2　作新クラブ
コットンウェイ硬式野球クラブ　5－3　THREE NINE CLUB
宇工OBクラブ　7－2　犬飼クラブ
- 2回戦

全足利クラブ　8－1　全宇都宮野球クラブ
ガッツ全栃木野球クラブ　17－1　全鹿沼野球部
TSKアークバリア栃木　8－1　コットンウェイ硬式野球クラブ
宇都宮大学OBクラブ　10－5　宇工OBクラブ
- 準決勝（代表決定戦）

全足利クラブ　5－4　ガッツ全栃木野球クラブ
宇都宮大学OBクラブ　8－0　TSKアークバリア栃木
- 決勝

全足利クラブ　9－0　宇都宮大学OBクラブ
全足利クラブ、宇都宮大学OBクラブが北関東2次予選に進出

### 群馬県1次予選
- 1回戦

全桐生硬友クラブ　9－6　全吾妻硬式野球倶楽部
伊勢崎硬建クラブ　4－3　大泉硬友野球クラブ
オール高崎野球倶楽部　5－1　アゼリア館林硬式野球倶楽部
太田球友硬式野球倶楽部　4－3　全前橋野球倶楽部
- 2回戦（代表決定戦）

伊勢崎硬建クラブ　13－1　全桐生硬友クラブ
オール高崎野球倶楽部　11－1　太田球友硬式野球倶楽部
- 準決勝

オール高崎野球倶楽部　6－3　伊勢崎硬建クラブ
- 決勝

富士重工業　10－0　オール高崎野球倶楽部
富士重工業、オール高崎野球倶楽部、伊勢崎硬建クラブが北関東2次予選に進出

### 北関東2次予選
- 1回戦

富士重工業　10－0　宇都宮大学OBクラブ
日立製作所　10－0　伊勢崎硬建クラブ
全足利クラブ　1－0　茨城ゴールデンゴールズ
住友金属鹿島　9－0　オール高崎野球クラブ
- 決勝リーグ

第1戦　富士重工業　10－2　全足利クラブ
第2戦　日立製作所　2－0　住友金属鹿島
第3戦　全足利クラブ　5－3　日立製作所
第4戦　富士重工業　6－3　住友金属鹿島
第5戦　住友金属鹿島　4－0　全足利クラブ
第6戦　富士重工業　9－1　日立製作所
（1位：富士重工業、他の3チームが1勝2敗でプレーオフへ）
- プレーオフ

第1戦　日立製作所　4－0　全足利クラブ
第2戦　住友金属鹿島　7－0　全足利クラブ
第3戦　日立製作所　4－2　富士重工業
（1位・日立製作所（2勝）、2位・住友金属鹿島（1勝1敗）、3位・全足利クラブ（2敗））
富士重工業、日立製作所が本戦出場

## 南関東地区

### 埼玉県1次予選
- 1回戦

松山OB野球団　7－3　かみかわ野球クラブ
一球幸魂倶楽部　2－1　全熊谷硬式野球クラブ
都幾川倶楽部硬式野球団　9－7　レジェンズ
全大宮野球団　2－0　浦和ディアーズ
- 2回戦

所沢グリーンベースボールクラブ　7－4　松山OB野球団
ウェルネス彩ベースボールクラブ　10－5　一球幸魂倶楽部
都幾川倶楽部硬式野球団　6－2　全浦和野球団
全大宮野球団　5－1　全三郷硬式野球部
- 敗者復活1回戦

全熊谷硬式野球クラブ　7－2　かみかわ野球クラブ
全浦和野球団　7－4　全三郷硬式野球部
一球幸魂倶楽部　8－2　松山OB野球団
レジェンズ　7－4　浦和ディアーズ
- 敗者復活2回戦

全浦和野球団　17－1　全熊谷硬式野球クラブ
レジェンズ　17－7　一球幸魂倶楽部
- 3回戦

ウェルネス彩ベースボールクラブ　4－3　所沢グリーンベースボールクラブ
全大宮野球団　12－9　都幾川倶楽部硬式野球団
- 敗者復活3回戦

全浦和野球団　17－1　所沢グリーンベースボールクラブ
都幾川倶楽部硬式野球団　17－7　レジェンズ
- 敗者復活4回戦

全浦和野球団　9－4　都幾川倶楽部硬式野球団
- 4回戦

全大宮野球団　6－5　ウェルネス彩ベースボールクラブ
- 敗者復活5回戦

ウェルネス彩ベースボールクラブ　10－0　全浦和野球団
- 代表決定戦（敗者復活チームは2勝が必要）

全大宮野球団　5－4　ウェルネス彩ベースボールクラブ
- 代表順位決定戦

日本通運　3－0　Honda
日本通運、Honda、全大宮野球団が南関東2次予選に進出

### 千葉県1次予選
- クラブ1回戦

松戸B.C TYR　5－0　東金球友倶楽部
NODA BASEBALL CLUB　3－1　千葉熱血MAKING
YBCフェニーズ　10－1　銚子oceans
- クラブ2回戦

松戸B.C TYR　3－2　サウザンリーフ市原
YBCフェニーズ　8－3　NODA BASEBALL CLUB
- クラブ敗者復活戦

NODA BASEBALL CLUB　6－5　サウザンリーフ市原
- クラブ決勝

YBCフェニーズ　8－1　松戸B.C TYR
- 1回戦

松戸B.C TYR　14－3　YBCフェニーズ
JR千葉　10－0　NODA BASEBALL CLUB
- 準決勝（代表決定戦）

JFE東日本　2－1　松戸B.C TYR
かずさマジック　8－0　JR千葉
- 敗者復活1回戦

JR千葉　6－1　YBCフェニーズ
松戸B.C TYR　13－1　NODA BASEBALL CLUB
- 第3代表決定戦

松戸B.C TYR　7－2　JR千葉
- 決勝

JFE東日本　10－5　かずさマジック
JFE東日本、かずさマジック、松戸B.C TYRが南関東2次予選に進出

### 山梨県1次予選
- 1回戦（代表決定戦）

山梨球友クラブ　2－1　南アルプス硬式野球クラブ
大富士BASEBALL CREW　9－0　甲斐府中クラブ
- 決勝

山梨球友クラブ　4－1　大富士BASEBALL CREW
山梨球友クラブ、大富士BASEBALL CREWが南関東2次予選に進出

### 南関東2次予選
- 1回戦

日本通運　5－0　大富士BASEBALL CREW
かずさマジック　9－2　全大宮野球団
Honda　13－2　松戸B.C TYR
JFE東日本　22－0　山梨球友クラブ
- 敗者復活1回戦

全大宮野球団　8－1　大富士BASEBALL CREW
松戸B.C TYR　7－6　山梨球友クラブ
- 準決勝

日本通運　9－5　かずさマジック
Honda　2－1　JFE東日本
- 敗者復活2回戦

JFE東日本　15－0　全大宮野球団
かずさマジック　10－0　松戸B.C TYR
- 敗者復活3回戦

JFE東日本　5－0　かずさマジック
- 第1代表決定戦

日本通運　5－1　Honda
- 第2代表決定戦

JFE東日本　5－4　Honda
日本通運、JFE東日本が本戦出場、Hondaは関東地区予選に出場

## 東京地区

### 1次予選
- 1回戦

REVENGE99　4－0　東京城南クラブ
東京好球倶楽部　4－0　全調布硬式野球倶楽部
THINKフィットネス・GOLD'S GYMベースボールクラブ　13－2　ストレイラル・ベースボールクラブ
西多摩倶楽部　13－3　武蔵野クラブ
- 2回戦

熊球クラブ　11－4　REVENGE99
ABC東京野球クラブ　14－6　東京好球倶楽部
WIEN'94　8－6　東京弥生クラブ
THINKフィットネス・GOLD'S GYMベースボールクラブ　5－3　東京L.B.C.
全府中野球倶楽部　8－6　西多摩倶楽部
- 3回戦

セガサミー　15－0　熊球クラブ
日本ウェルネススポーツ専門学校　8－5　ABC東京野球クラブ
WIEN'94　6－0　THINKフィットネス・GOLD'S GYMベースボールクラブ
明治安田生命　9－2　全府中野球倶楽部
- 敗者復活1回戦

ABC東京野球クラブ　9－6　熊球クラブ
全府中野球倶楽部　10－1　THINKフィットネス・GOLD'S GYMベースボールクラブ
- 代表決定戦

セガサミー　5－1　日本ウェルネススポーツ専門学校
明治安田生命　8－2　WIEN'94
- 敗者復活代表決定戦

ABC東京野球クラブ　10－5　WIEN'94
全府中野球倶楽部　6－1　日本ウェルネススポーツ専門学校
セガサミー、明治安田生命、ABC東京野球クラブ、全府中野球倶楽部が2次予選に進出

### 2次予選
- 1回戦

JR東日本　18－0　ABC東京野球クラブ
NTT東日本　6－1　明治安田生命
東京ガス　4－0　セガサミー
鷺宮製作所　11－1　全府中野球倶楽部
- 敗者復活1回戦

明治安田生命　11－1　ABC東京野球クラブ
セガサミー　2－1　全府中野球倶楽部
- 準決勝

JR東日本　4－2　NTT東日本
鷺宮製作所　4－3　東京ガス
- 敗者復活2回戦

明治安田生命　3－2　東京ガス
セガサミー　2－1　NTT東日本
- 敗者復活3回戦

セガサミー　5－4　明治安田生命
- 第1代表決定戦

鷺宮製作所　6－5　JR東日本
- 第2代表決定戦

JR東日本　5－4　セガサミー
- 第3代表決定戦

セガサミー　2－0　明治安田生命
鷺宮製作所、JR東日本、セガサミーが本戦出場、明治安田生命は関東地区予選に出場

## 神奈川地区

### 1次予選
- 1回戦

旭中央クラブ　11－2　国際総合伊勢原クラブ
横浜球友クラブ　11－3　茅ヶ崎サザンカイツ
横浜ベイブルース　12－5　マルユウベースボールクラブ湘南
EMANON Baseball Club　（不戦勝）　小田原フレンドリークラブ
全川崎クラブ　8－1　京浜野球倶楽部
- 2回戦

旭中央クラブ　8－6　横浜金港クラブ
横浜球友クラブ　2－1　横浜ベイブルース
EMANON Baseball Club　4－3　WIEN BASEBALL CLUB
相模原クラブ　13－0　全川崎クラブ
- 準決勝（代表決定戦）

旭中央クラブ　7－4　横浜球友クラブ
相模原クラブ　7－0　EMANON Baseball Club
- 3位決定戦（代表決定戦）

横浜球友クラブ　7－6　EMANON Baseball Club
- 決勝

相模原クラブ　11－3　旭中央クラブ
相模原クラブ、旭中央クラブ、横浜球友クラブが2次予選に進出

### 2次予選
- 1回戦

東芝　9－0　横浜球友クラブ
三菱ふそう川崎　7－0　相模原クラブ
新日本石油ENEOS　4－1　三菱重工横浜硬式野球クラブ
日産自動車　11－0　旭中央クラブ
- 敗者復活1回戦

相模原クラブ　10－1　横浜球友クラブ
三菱重工横浜硬式野球クラブ　3－1　旭中央クラブ
- 準決勝

三菱ふそう川崎　3－1　東芝
日産自動車　4－3　新日本石油ENEOS
- 敗者復活2回戦

新日本石油ENEOS　7－0　相模原クラブ
東芝　1－0　三菱重工横浜硬式野球クラブ
- 敗者復活3回戦

新日本石油ENEOS　8－3　東芝
- 第1代表決定戦

三菱ふそう川崎　4－2　日産自動車
- 第2代表決定戦

日産自動車　9－2　新日本石油ENEOS　（8回コールド）
- 第3代表決定戦

新日本石油ENEOS　2－1　東芝
三菱ふそう川崎、日産自動車、新日本石油ENEOSが本戦出場、東芝は関東地区予選に出場

## 関東地区
- 代表決定リーグ戦

第1戦　明治安田生命　2－1　東芝
第2戦　Honda　4－3　東芝
第3戦　Honda　15－3　明治安田生命　（8回コールド）
（結果　1位：Honda（2勝）、2位：明治安田生命（1勝1敗）、3位：東芝（2敗））
Hondaが本戦出場

## 東海地区

### 1次予選
- 1回戦

名古屋ウェルネススポーツカレッジ　10－0　中電硬式野球クラブ
富士クラブ　3－2　明野レジェンズ
ヤマハ発動機野球クラブ　19－2　奥伊勢クラブ
愛知ベースボール倶楽部　15－2　全三重クラブ
浜松ケイ・スポーツBC　11－8　NAGOYA23
エイデン愛工大OB BLITZ　8－4　静岡硬式野球倶楽部
三重高虎ベースボールクラブ　10－1　CA春日井
- 2回戦

名古屋ウェルネススポーツカレッジ　2－1　富士クラブ
愛知ベースボール倶楽部　9－6　ヤマハ発動機野球クラブ
浜松ケイ・スポーツBC　3－2　エイデン愛工大OB BLITZ
ヒタチエクスプレス　3－0　三重高虎ベースボールクラブ
- 準決勝（代表決定戦）

愛知ベースボール倶楽部　3－0　名古屋ウェルネススポーツカレッジ
ヒタチエクスプレス　4－0　浜松ケイ・スポーツBC
- 決勝

ヒタチエクスプレス　10－0　愛知ベースボール倶楽部
ヒタチエクスプレス、愛知ベースボール倶楽部が2次予選に進出

### 2次予選
- 予選Aグループ

第1戦　JR東海　3－2　三菱自動車岡崎
第2戦　東邦ガス　4－2　Honda鈴鹿
第3戦　JR東海　6－2　Honda鈴鹿
第4戦　三菱自動車岡崎　3－1　東邦ガス
第5戦　JR東海　10－0　東邦ガス
第6戦　Honda鈴鹿　6－2　三菱自動車岡崎
（予選結果　1位：JR東海（3勝）、2位：Honda鈴鹿（1勝2敗）、3位：東邦ガス（1勝2敗）、4位：三菱自動車岡崎（1勝2敗）＝2～4位は当該チーム間の対戦の得失点率差による）
- 予選Bグループ

第1戦　西濃運輸　11－4　ヒタチエクスプレス
第2戦　トヨタ自動車　3－0　ヤマハ
第3戦　トヨタ自動車　3－1　西濃運輸
第4戦　ヤマハ　10－2　ヒタチエクスプレス
第5戦　西濃運輸　3－2　ヤマハ
第6戦　ヒタチエクスプレス　4－3　トヨタ自動車
（予選結果　1位：トヨタ自動車（2勝1敗）、2位：西濃運輸（2勝1敗）、3位：ヤマハ（1勝2敗）、4位：ヒタチエクスプレス（1勝2敗）＝1・2位、3・4位は直接対決の結果による）
- 予選Cグループ

第1戦　王子製紙　3－0　東海REX
第2戦　三菱重工名古屋　4－2　東海理化
第3戦　王子製紙　5－1　東海理化
第4戦　三菱重工名古屋　3－2　東海REX
第5戦　三菱重工名古屋　3－2　王子製紙
第6戦　東海REX　2－1　東海理化
（予選結果　1位：三菱重工名古屋（3勝）、2位：王子製紙（2勝1敗）、3位：東海REX（1勝2敗）、4位：東海理化（3敗））
（各グループにおける順位、勝利数、得失点差率により、上位から順に4チームが第1代表トーナメント、2チームが第2代表トーナメント、2チームが第3代表トーナメント、4チーム及び1次予選2位の愛知ベースボール倶楽部が第4代表トーナメントにそれぞれ出場）

- 第1代表トーナメント1回戦

三菱重工名古屋（2位）　2－1　トヨタ自動車（3位）
西濃運輸（4位）　6－4　JR東海（1位）
- 第2代表トーナメント1回戦

王子製紙（5位）　4－0　Honda鈴鹿（6位）
- 第3代表トーナメント1回戦

ヤマハ（7位）　6－2　トヨタ自動車
東海REX（8位）　1－0　JR東海
- 第4代表トーナメント1回戦

三菱自動車岡崎（10位）　7－1　愛知ベースボール倶楽部（1次予選2位）（敗退）
東海理化（12位）　3－2　ヒタチエクスプレス（11位）（敗退）
- 第4代表トーナメント2回戦

東邦ガス（9位）　2－0　三菱自動車岡崎
東海理化　2－1　Honda鈴鹿
- 第6代表トーナメント1回戦

三菱自動車岡崎　3－2　トヨタ自動車
JR東海　4－3　Honda鈴鹿
- 第6代表トーナメント2回戦

JR東海　2－1　三菱自動車岡崎
- 第1代表決定戦

三菱重工名古屋　4－3　西濃運輸
- 第2代表決定戦

西濃運輸　4－3　王子製紙
- 第3代表決定戦

ヤマハ　6－5　東海REX
- 第4代表決定戦

東邦ガス　2x－1　東海理化
- 第5代表トーナメント1回戦

東海理化　2－0　東海REX（敗退）
- 第5代表決定戦

東海理化　1－0　王子製紙　（延長11回）
- 第6代表決定戦

王子製紙　5－0　JR東海
三菱重工名古屋、西濃運輸、ヤマハ、東邦ガス、東海理化、王子製紙が本戦出場

## 京滋奈地区

### 滋賀県1次予選
- 1回戦

瀬田クラブ　5－1　近江八幡野球クラブ
- 準決勝（代表決定戦）

甲賀健康医療専門学校　15－1　瀬田クラブ
OBC高島　6－0　全大津野球団
- 決勝

OBC高島　8－2　甲賀健康医療専門学校
OBC高島、甲賀健康医療専門学校が京滋奈2次予選に進出

### 京都府1次予選
- 1回戦

Ritsベースボールクラブ　3－2　島津製作所
京都ファイアーバーズ　11－0　京都フルカウンツ
- 代表決定戦

ニチダイ　8－1　Ritsベースボールクラブ
日本新薬　10－0　京都ファイアーバーズ
- 第3代表決定戦

Ritsベースボールクラブ　7－0　京都ファイアーバーズ
ニチダイ、日本新薬、Ritsベースボールクラブが京滋奈2次予選に進出

### 奈良県1次予選
- 1回戦

奈良フレンドベースボールクラブ　8－0　帝塚山大OBクラブ
GSG斑鳩クラブ　10－5　奈良産業大OBクラブ
一城クラブ　10－3　奈良アンビションズクラブ
- 2回戦

奈良フレンドベースボールクラブ　5－4　大和高田クラブ
一城クラブ　10－3　GSG斑鳩クラブ
- 敗者復活1回戦

奈良アンビションズクラブ　8－6　奈良産業大OBクラブ
- 敗者復活2回戦

大和高田クラブ　7－0　奈良アンビションズクラブ
GSG斑鳩クラブ　12－0　帝塚山大OBクラブ
- 敗者復活3回戦

大和高田クラブ　10－0　GSG斑鳩クラブ
- 3回戦

奈良フレンドベースボールクラブ　8－2　一城クラブ
（奈良フレンドベースボールクラブは代表決定戦シリーズに1勝アドバンテージを得て進出）
- 敗者復活4回戦

大和高田クラブ　8－1　一城クラブ
（大和高田クラブは代表決定戦シリーズに進出）
- 代表決定戦

第1戦　大和高田クラブ　9－1　奈良フレンドベースボールクラブ
第2戦　大和高田クラブ　9－3　奈良フレンドベースボールクラブ
（2勝で大和高田クラブの勝利）
大和高田クラブが京滋奈2次予選に進出

### 京滋奈2次予選
- 1次リーグ第1グループ

第1戦　大和高田クラブ　5－2　OBC高島
第2戦　OBC高島　6－5　ニチダイ
第3戦　ニチダイ　10－7　大和高田クラブ
（結果　1位：OBC高島（1勝1敗）、2位：大和高田クラブ（1勝1敗）、3位：ニチダイ（1勝1敗）＝全チームの失点率による）
- 1次リーグ第2グループ

第1戦　Ritsベースボールクラブ　4－1　甲賀健康医療専門学校
第2戦　日本新薬　8－0　甲賀健康医療専門学校
第3戦　日本新薬　7－0　Ritsベースボールクラブ
（結果　1位：日本新薬（2勝）、2位：Ritsベースボールクラブ（1勝1敗）、3位：甲賀健康医療専門学校（2敗））
- 決勝リーグ

第1戦　日本新薬　12－0　Ritsベースボールクラブ
第2戦　大和高田クラブ　5－4　OBC高島
第3戦　OBC高島　17－2　Ritsベースボールクラブ
第4戦　日本新薬　5－2　大和高田クラブ
第5戦　大和高田クラブ　4－2　Ritsベースボールクラブ
第6戦　日本新薬　2－1　OBC高島
（結果　1位：日本新薬（3勝）、2位：大和高田クラブ（2勝1敗）、3位：OBC高島（1勝2敗）、4位：Ritsベースボールクラブ（3敗））
日本新薬が本戦出場、大和高田クラブは近畿地区予選に出場

## 阪和地区

### 1次予選
- 1回戦

泉州大阪野球団　6－0　大阪ペーシェンスクラブ
- 2回戦

NOMOベースボールクラブ　9－5　泉州大阪野球団
中山製鋼野球クラブ　4－2　八尾ベースボールクラブ
履正社学園　6－1　大阪ウィング硬式野球クラブ
和歌山箕島球友会　6－2　関電グループ硬式野球クラブ
- 準決勝（代表決定戦）

中山製鋼野球クラブ　4－2　NOMOベースボールクラブ
和歌山箕島球友会　10－1　履正社学園
- 第3代表決定戦

NOMOベースボールクラブ　11－4　履正社学園
- 決勝

中山製鋼野球クラブ　12－11　和歌山箕島球友会
中山製鋼野球クラブ、和歌山箕島球友会、NOMOベースボールクラブが2次予選に進出

### 2次予選
- リーグ戦Aブロック

第1戦　松下電器　6－3　和歌山箕島球友会
第2戦　デュプロ　6－2　大阪ガス
第3戦　松下電器　8－3　デュプロ
第4戦　大阪ガス　6－0　和歌山箕島球友会
第5戦　松下電器　3－0　大阪ガス
第6戦　和歌山箕島球友会　3－1　デュプロ
（結果　1位：松下電器（3勝）、2位：大阪ガス（1勝2敗）、3位：デュプロ（1勝2敗）、4位：和歌山箕島球友会（1勝2敗）＝2～4位は失点率による。3・4位は得失点差による）
- リーグ戦Bブロック

第1戦　日本生命　5－4　NOMOベースボールクラブ
第2戦　NTT西日本　13－1　中山製鋼野球クラブ
第3戦　日本生命　11－1　中山製鋼野球クラブ
第4戦　NTT西日本　5－2　NOMOベースボールクラブ
第5戦　NTT西日本　2－0　日本生命
第6戦　NOMOベースボールクラブ　1－0　中山製鋼野球クラブ
（結果　1位：NTT西日本（3勝）、2位：日本生命（2勝1敗）、3位：NOMOベースボールクラブ（1勝2敗）、4位：中山製鋼野球クラブ（3敗））
（各リーグの1位は第1代表決定戦、2位は第2代表トーナメント1回戦、3位は第3代表トーナメント1回戦にそれぞれ出場）
- 第2代表トーナメント1回戦

日本生命　2－1　大阪ガス
- 第3代表トーナメント1回戦

NOMOベースボールクラブ　2－0　デュプロ
- 第3代表トーナメント2回戦

大阪ガス　6－1　NOMOベースボールクラブ
- 第1代表決定戦

松下電器　4x－3　NTT西日本　（延長10回）
- 第2代表決定戦

日本生命　1－0　NTT西日本
- 第3代表決定戦

NTT西日本　4－1　大阪ガス
松下電器、日本生命、NTT西日本が本戦出場、大阪ガスは近畿地区予選に出場

## 兵庫地区
- 1回戦

三菱重工神戸　10－0　全播磨硬式野球団
新日鐵広畑　10－0　神戸レールスターズ
- 準決勝

三菱重工神戸　5－0　阪神ベースボールクラブ
新日鐵広畑　9－6　関西メディカルスポーツ学院
- 敗者復活1回戦

関西メディカルスポーツ学院　8－0　全播磨硬式野球団
阪神ベースボールクラブ　18－7　神戸レールスターズ
- 敗者復活2回戦

阪神ベースボールクラブ　6－2　関西メディカルスポーツ学院
- 代表決定戦

三菱重工神戸　6－4　新日鐵広畑
- 近畿地区予選代表決定戦

新日鐵広畑　1－0　阪神ベースボールクラブ
三菱重工神戸が本戦出場、新日鐵広畑は近畿地区予選に出場

## 近畿地区
- 代表決定リーグ戦

第1戦　新日鐵広畑　12－7　大阪ガス
第2戦　大阪ガス　2－1　大和高田クラブ
第3戦　新日鐵広畑　11－1　大和高田クラブ
（結果　1位：新日鐵広畑（2勝）、2位：大阪ガス（1勝1敗）、3位：大和高田クラブ（2敗））
新日鐵広畑が本戦出場

## 中国地区

### 岡山県・鳥取県1次予選
- 代表決定リーグ戦

第1戦　シティライト岡山　5－2　倉敷オーシャンズ
第2戦　鳥取キタロウズ　8－0　柵原クラブ
第3戦　倉敷ピーチジャックス　3－1　シティライト岡山
第4戦　倉敷オーシャンズ　10－0　鳥取キタロウズ
第5戦　倉敷ピーチジャックス　4－0　柵原クラブ
第6戦　シティライト岡山　10－0　鳥取キタロウズ
第7戦　倉敷オーシャンズ　12－0　柵原クラブ
第8戦　倉敷ピーチジャックス　7－4　鳥取キタロウズ
第9戦　シティライト岡山　6－4　柵原クラブ
第10戦　倉敷オーシャンズ　5－1　倉敷ピーチジャックス
（結果　1位：倉敷オーシャンズ（勝点14）、2位：倉敷ピーチジャックス（勝点9）、3位：シティライト岡山（勝点6）、4位：鳥取キタロウズ（勝点3）、5位：柵原クラブ（勝点-2）…コールド勝ち：勝点4、勝ち：勝点3、負け：勝点0、コールド負け：勝点-1で計算する。）
倉敷オーシャンズが中国2次予選に進出

### 広島県1次予選
- 1回戦

MSH塩見ホールディングス　7－0　日本ウェルネススポーツ専門学校広島校
- 2回戦（代表決定戦）

伯和ビクトリーズ　10－0　MSH塩見ホールディングス
ツネイシホールディングス野球クラブ　5－0　三菱三原硬式野球クラブ
JFE西日本　7－1　ワイテック
三菱重工広島　10－0　広島鯉城クラブ
- 敗者復活1回戦

三菱三原硬式野球クラブ　10－0　日本ウェルネススポーツ専門学校広島校
- 敗者復活2回戦（代表決定戦）

三菱三原硬式野球クラブ　4－3　広島鯉城クラブ
ワイテック　2－1　MSH塩見ホールディングス
- 準決勝

伯和ビクトリーズ　9－1　ツネイシホールディングス野球クラブ
JFE西日本　7－3　三菱重工広島
- 決勝

JFE西日本　5－3　伯和ビクトリーズ
JFE西日本、伯和ビクトリーズ、ツネイシホールディングス野球クラブ、三菱重工広島、三菱三原硬式野球クラブ、ワイテックが中国2次予選に進出

### 山口県1次予選
- リーグ戦

第1戦　岩国五橋クラブ　9－2　航空自衛隊防府クラブ
第2戦　航空自衛隊防府クラブ　8－6　海上自衛隊岩国クラブ
第3戦　岩国五橋クラブ　10－0　海上自衛隊岩国クラブ
（海上自衛隊岩国クラブが脱落）
- 1回戦

光シーガルズ　5－2　航空自衛隊防府クラブ
山口きららマウントG　11－4　岩国五橋クラブ
- 代表決定戦

光シーガルズ　3－1　山口きららマウントG
光シーガルズが中国2次予選に進出

### 中国2次予選
- 予選Aリーグ

第1戦　光シーガルズ　2－2　三菱三原硬式野球クラブ
第2戦　倉敷オーシャンズ　9－2　ワイテック
第3戦　光シーガルズ　4－3　JFE西日本
第4戦　光シーガルズ　4－3　ワイテック
第5戦　JFE西日本　2－0　三菱三原硬式野球クラブ
第6戦　ワイテック　7－0　三菱三原硬式野球クラブ
（予選結果　1位：光シーガルズ（勝点7）、2位：JFE西日本（勝点7）、3位：ワイテック（勝点3）、4位：三菱三原硬式野球クラブ（勝点0）…コールド勝ち：勝点4、勝ち：勝点3、負け：勝点0、コールド負け：勝点-1で計算する。Bリーグも同じ＝1・2位は直接対決の結果による）
- 予選Bリーグ

第1戦　伯和ビクトリーズ　6－0　ツネイシホールディングス野球クラブ
第2戦　伯和ビクトリーズ　2－1　倉敷オーシャンズ
第3戦　三菱重工広島　10－0　ツネイシホールディングス野球クラブ
第4戦　三菱重工広島　9－5　倉敷オーシャンズ
第5戦　三菱重工広島　2－0　伯和ビクトリーズ
第6戦　倉敷オーシャンズ　3－2　ツネイシホールディングス野球クラブ
（予選結果　1位：三菱重工広島（勝点10）、2位：伯和ビクトリーズ（勝点6）、3位：倉敷オーシャンズ（勝点3）、4位：ツネイシホールディングス野球クラブ（勝点-1））
- 決勝トーナメント1回戦

伯和ビクトリーズ　3－0　光シーガルズ
JFE西日本　11－3　三菱重工広島
- 敗者復活1回戦

三菱重工広島　3－1　光シーガルズ
- 第1代表決定戦

伯和ビクトリーズ　2－0　JFE西日本
- 第2代表決定戦

JFE西日本　6－3　三菱重工広島
伯和ビクトリーズ、JFE西日本が本戦出場

## 四国地区

### 1次予選
- リーグ戦

第1戦　JR四国　1－0　松山フェニックス
第2戦　アークバリアドリームクラブ　7－4　徳島野球倶楽部
第3戦　JR四国　11－1　アークバリアドリームクラブ
第4戦　四国銀行　8－0　松山フェニックス
第5戦　松山フェニックス　4－3　徳島野球倶楽部
第6戦　JR四国　7－2　四国銀行
第7戦　四国銀行　10－0　徳島野球倶楽部
第8戦　松山フェニックス　4－3　アークバリアドリームクラブ
第9戦　四国銀行　8－0　アークバリアドリームクラブ
第10戦　JR四国　9－0　徳島野球倶楽部
（予選結果　1位：JR四国（4勝）、2位：四国銀行（3勝1敗）、3位：松山フェニックス（2勝2敗）、4位：アークバリアドリームクラブ（1勝3敗）、5位：徳島野球倶楽部（4敗））
JR四国、四国銀行、松山フェニックス、アークバリアドリームクラブが2次予選に進出

### 2次予選
ページシステム方式により実施
- 準決勝（敗者は3位決定戦に出場）

四国銀行　3－2　JR四国
- 4位決定戦（勝者は3位決定戦に進出）

松山フェニックス　13－2　アークバリアドリームクラブ
- 3位決定戦（勝者は代表決定戦に進出）

JR四国　7－5　松山フェニックス
- 代表決定戦

JR四国　6－2　四国銀行
JR四国が本戦出場

## 九州地区

### 福岡県1次予選
- 1回戦

福岡オーシャンズ9　12－5　日本ウェルネススポーツ専門学校北九州校
- 代表決定戦

JR九州　1－0　嘉麻市バーニングヒーローズ
沖データ・コンピュータ教育学院　8－1　福岡オーシャンズ9
九州三菱自動車　8－0　福岡ベースボールクラブ
日産自動車九州　7－2　北九州市民硬式野球クラブ
- 敗者復活1回戦

福岡ベースボールクラブ　4－1　日本ウェルネススポーツ専門学校北九州校
北九州市民硬式野球クラブ　5－3　福岡オーシャンズ9
- 敗者復活2回戦

北九州市民硬式野球クラブ　9－6　福岡ベースボールクラブ
- 第5代表決定戦

嘉麻市バーニングヒーローズ　9－3　北九州市民硬式野球クラブ
JR九州、沖データ・コンピュータ教育学院、九州三菱自動車、日産自動車九州、嘉麻市バーニングヒーローズが九州2次予選に進出

### 長崎県・佐賀県1次予選
- 対抗戦

第1戦　三菱重工長崎　14－0　佐賀魂
第2戦　三菱重工長崎　9－3　佐賀魂
三菱重工長崎が九州2次予選に進出

### 大分県1次予選
- リーグ戦

第1戦　新日鐵大分ベースボールクラブ　10－9　九州総合スポーツカレッジ
第2戦　九州総合スポーツカレッジ　2－0　大分ソーリンズ野球倶楽部
第3戦　新日鐵大分ベースボールクラブ　7－0　大分ソーリンズ野球倶楽部
（結果　1位：新日鐵大分ベースボールクラブ（2勝）、2位：九州総合スポーツカレッジ（1勝1敗）、3位：大分ソーリンズ野球倶楽部（2敗））
新日鐵大分ベースボールクラブが九州2次予選に進出

### 熊本県1次予選
- 1回戦（代表決定戦）

Honda熊本　14－0　八代レッドスター硬式野球クラブ
熊本ゴールデンラークス　（不戦勝）　IEC九州国際カレッジ専門学校
- 決勝

熊本ゴールデンラークス　9－7　Honda熊本
熊本ゴールデンラークス、Honda熊本が九州2次予選に進出

### 宮崎県・鹿児島県1次予選
- リーグ戦

第1戦　宮崎梅田学園自動車学校　9－0　薩摩
第2戦　鹿児島ホワイトウェーブ　15－1　薩摩
第3戦　宮崎梅田学園自動車学校　22－0　鹿児島ホワイトウェーブ
第4戦　宮崎梅田学園自動車学校　3－0　鹿児島ホワイトウェーブ
第5戦　宮崎梅田学園自動車学校　8－4　薩摩
第6戦　鹿児島ホワイトウェーブ　4－3　薩摩
（結果　1位：宮崎梅田学園自動車学校（4勝）、2位：鹿児島ホワイトウェーブ（2勝2敗）、3位：薩摩（4敗））
宮崎梅田学園自動車学校が九州2次予選に進出

### 沖縄県1次予選
- 1回戦

ビッグ開発ベースボールクラブ　（不戦勝）　Uスターズ
- 2回戦（代表決定戦）

沖縄電力　11－3　ビッグ開発ベースボールクラブ
安仁屋ベースボールクラブ　14－7　てるクリニック
- 決勝

沖縄電力　8－0　安仁屋ベースボールクラブ
沖縄電力、安仁屋ベースボールクラブが九州2次予選に進出

### 九州2次予選
- 1回戦

新日鐵大分ベースボールクラブ　5－3　嘉麻市バーニングヒーローズ
宮崎梅田学園自動車学校　7－3　安仁屋ベースボールクラブ
Honda熊本　6－0　九州三菱自動車
沖縄電力　5－0　沖データ・コンピュータ教育学院
- 2回戦

三菱重工長崎　6－0　新日鐵大分ベースボールクラブ
日産自動車九州　2－0　宮崎梅田学園自動車学校
JR九州　3－1　Honda熊本
熊本ゴールデンラークス　1－0　沖縄電力
- 敗者復活1回戦

Honda熊本　4－0　嘉麻市バーニングヒーローズ
沖縄電力　（不戦勝）　安仁屋ベースボールクラブ
九州三菱自動車　2－1　新日鐵大分ベースボールクラブ
宮崎梅田学園自動車学校　6－0　沖データ・コンピュータ教育学院
- 敗者復活2回戦

沖縄電力　6－3　Honda熊本
九州三菱自動車　4－1　宮崎梅田学園自動車学校
- 準決勝

日産自動車九州　15－2　三菱重工長崎
JR九州　8－2　熊本ゴールデンラークス
- 敗者復活3回戦

三菱重工長崎　6－2　沖縄電力
熊本ゴールデンラークス　8－0　九州三菱自動車
- 敗者復活4回戦

熊本ゴールデンラークス　9－6　三菱重工長崎
- 第1代表決定戦

JR九州　12－2　日産自動車九州
- 第2代表決定戦

熊本ゴールデンラークス　4－3　日産自動車九州
JR九州、熊本ゴールデンラークスが本戦出場